# Casey Calvert
Casey Calvert, född 17 mars 1990 i Baltimore som Sarah Goldberger, är en amerikansk porrskådespelare och filmregissör. Hon har vunnit flera större branschpriser, både som skådespelare och som regissör, och skrivit om sina branscherfarenheter i ett antal amerikanska massmedier. Hon medverkade även som skådespelare i dramafilmen Pleasure.

## Biografi

### Bakgrund
Calvert föddes i Baltimore och växte upp i Gainsville i Florida. Hon uppfostrades inom konservativ judendom och gick i synagogan varje sabbat fram till sin bat mitzvah; senare övergick familjen till reformjudendom med mindre strikta regler kring besök i synagogan.
Calvert studerade filmvetenskap vid University of Florida. Hon valde sitt artistnamn efter professor Clay Calvert på universitetet. Enligt henne själv "kändes det rätt, för om jag inte hade haft honom som lärare, hade jag inte befunnit mig där jag är idag"; han förklarade under kursen att pornografi inte var olagligt, något som hon dessförinnan trott.

### Skådespeleri
Hon inledde sin verksamhet inom porrbranschen genom arbete från 21 års ålder som glamour- och fetishmodell. Ett år senare (2012) började hon delta i pornografiska filminspelningar. 2015 fick hon motta en XRCO Award för sitt filmiska arbete, följt bland annat av en AVN Award två år senare.
Calvert har gjort fetish- och BDSM-scener till en framträdade del av sitt skådespeleri. 2015 iklädde hon sig en ledande roll i Jessica Drake's Guide to Wicked Sex: BDSM for Beginners, regisserad av Jessica Drake. Hon har också arbetat tillsammans med Bobbi Starr vid BDSM-relaterade inspelningar. Bland bolagen där hon bidragit flest antal gånger finns Bang Bros, Brazzers, Evil Angel, Girlsway, Kink.com, Mile High och Wicked.

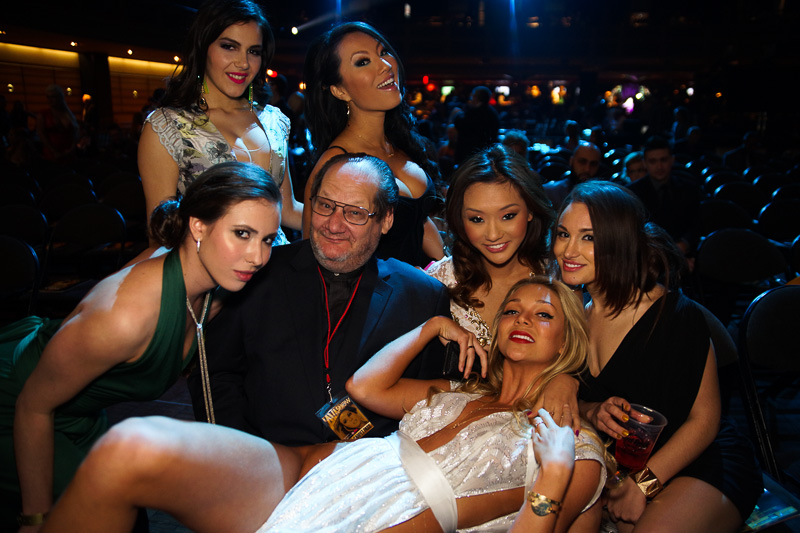
Casey Calvert (nedan till vänster) med Mark Spiegler och andra ur hans artiststall vid 2014 års AVN Awards-gala.

Än högre synlighet fick Calvert genom deltagande i Ninja Thybergs dramafilm Pleasure (inspelad 2018/2019 och med premiär 2021/2022). Där figurerar hon i rollen som en av aktriserna hos Mark Spiegler, vars artiststall hon även i verkligheten är del av.

### Skrivande och regi
2015 började Calvert skriva för webbtidningar som Gamelink, Vice och The Huffington Post. Samma år bidrog hon till materialet i boken Coming Out Like a Porn Star: Essays on Pornography, Protection, and Privacy, med Jiz Lee som redaktör.
På senare år har Casey Calvert expanderat sin verksamhet, från skådespelande till regi och produktion. Hon fick tidiga erfarenheter av filmregi genom arbete med skräddarsydda videor. Arbetet var dock förknippat med oväntade svårigheter, genom att kortbolag och penningförmedlare infört restriktioner för betalningar rörande pornografisk verksamhet. Hon har även försökt att få uppdrag inom allmänt skådespeleri och modellande, men potentiella uppdragsgivare har i regel vägrat samarbete baserat på hennes synlighet inom pornografiska sammanhang.
På den första Pure Taboo-produktionen hos bolaget Gamma Entertainment – The Starlet: A Casey Calvert Story – fungerade hon som skådespelare, manusförfattare och rollsättare. I Gamma-produktioner har hon arbetat med sin man Eli Cross som filmfotograf, och ofta med Bree Mills som manusförfattare eller producent. I Girlsway-filmen Roleplay with Me från 2019 arbetade hon med skådespelarna Riley Reid och Aidra Fox.
Även Spanien-baserade Erika Lust har hyrt in Calvert som regissör. Den sex avsnitt långa filmserien Primary, som spelades in i södra Kalifornien, var inspirerad av Netflix-serien Easy. Bland skådespelarna i den rosade serien finns veteranerna Derrick Pierce och Penny Pax.
Vid 2020 års AVN-mässa i Las Vegas modererade hon en diskussionspanel med kvinnor som klivit över från rollen som skådespelare till den som regissör. Panelen inkluderade namn som Joanna Angel, Kayden Kross, Lena Paul and Aiden Starr.
I början av 2020-talet ägnade Casey Calvert lika mycket tid åt regi som åt övrigt filmarbete. I februari 2023 listade branschdatabasen IAFd hennes medverkan i 969 filmer som skådespelare, vid sidan av 263 titlar som regissör.

## Privatliv och åsikter

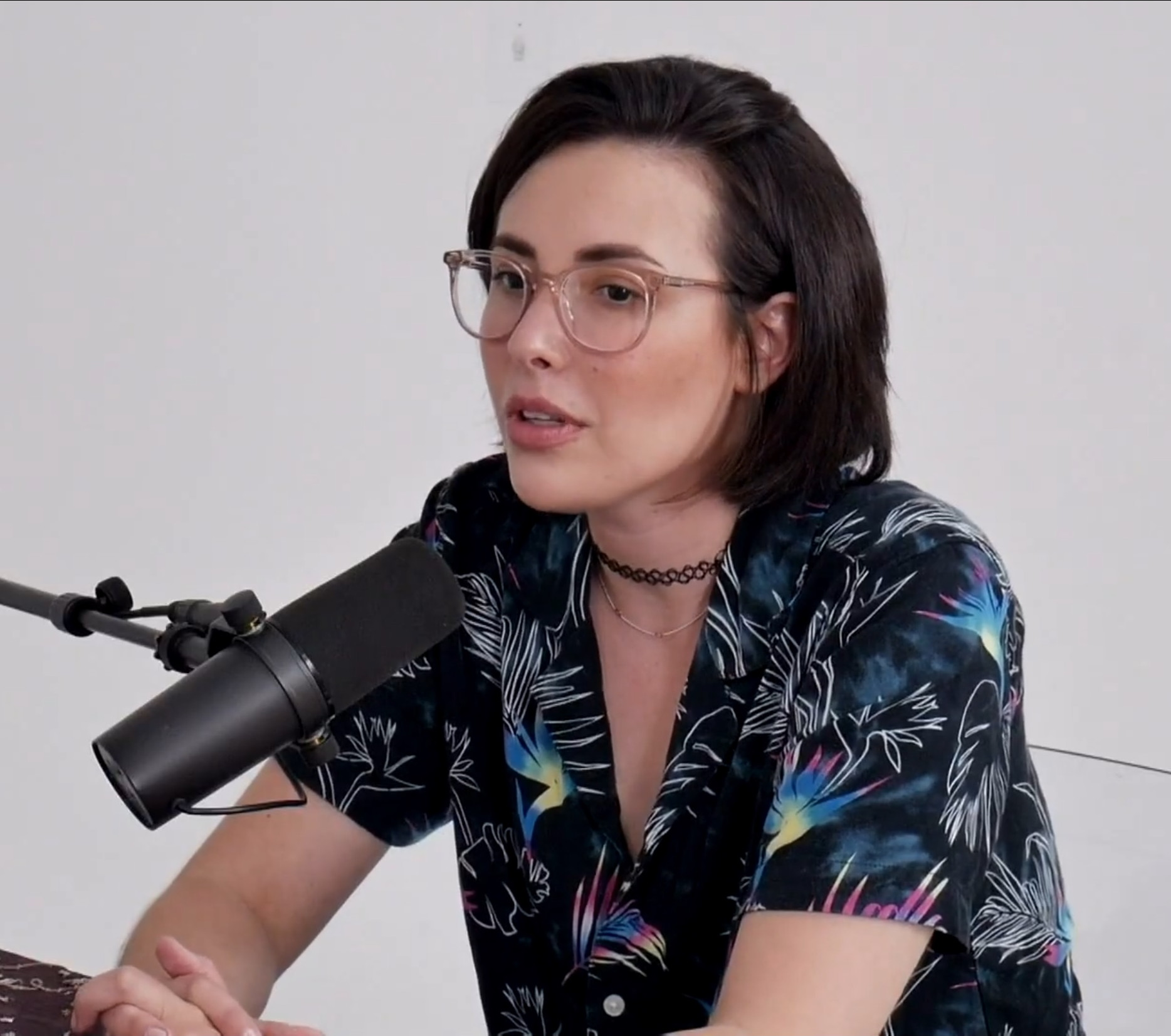
Casey Calvert intervjuad av Holly Randall 2021.

Calvert identifierar sig som feminist, och i en intervju för Vice-relaterade webbtidningen i-D menar hon att både feminism och pornografi för henne innebär rätten att själv få bestämma vad hon vill göra med sin kropp och att utforska sin egen sexualitet. Hon vill tillbakavisa myter om sexarbetare, vilka enligt henne i många fall är medvetna människor med hög utbildning bakom sig. Calvert menar också att porrbranschen på senare år fördelat mer makt åt skådespelarna, bland annat via påverkan från Onlyfans och liknande entreprenörsstyrda verksamheter. Men hon anser också att allmänheten sällan inser att pornografi i regel är fiktion och inte dokumentärt filmat umgänge.
Hon deltar i den offentliga diskussionen omkring dessa ämnen bland annat via Twitter, där hon i början av 2023 hade nästan 330 000 följare.
Casey Calvert är gift med filmregissören Eli Cross. De två har varit ett par sedan 2013, och han verkar även som filmfotograf på hennes produktioner. Cross sköter i regel kameran med översiktsbilder, medan Calvert hanterar närbilderna. Calverts familj stöder henne i hennes karriär, och hon har goda relationer till båda sina föräldrar.
I samband med etableringen inom pornografisk film flyttade hon från Florida till Los Angeles.

## Utmärkelser (urval)[15]
- 2015 – XRCO Award för Unsung Siren
- 2017 – AVN Award för Best Group Sex Scene (Orgy Masters 8, med 7 andra namn)
- 2018 – XRCO Award för Unsung Siren
- 2021 – AVN Award för Best Directing – Comedy ( Cougar Queen: A Tiger King Parody)
- 2021 – XRCO Award för Best Director – Parody
- 2023 – XBiz Award för Director of the Year – Feature